# Provincia di Huánuco
La provincia di Huánuco è una provincia del Perù, situata nella regione omonima.

## Geografia antropica

### Suddivisioni amministrative
È divisa in 12 distretti:
- Amarilis (Paucarbamba)
- Chinchao (Acomayo)
- Churubamba (Churubamba)
- Huánuco (Huánuco)
- Margos (Margos)
- Pillco Marca (Cayhuayna)
- Quisqui (Huancapallac)
- San Francisco de Cayrán (Cayrán)
- San Pedro de Chaulán (Chaulán)
- Santa María del Valle (Santa María del Valle)
- Yacus (Yacus)[2]
- Yarumayo (Yarumayo)